# Мрзлий Врх (Жири)
Мрзлий Врх (словен. Mrzli Vrh) — поселення в общині Жири, Горенський регіон, Словенія. Висота над рівнем моря: 840,2 м.